# Hugo Wyler
Hugo Wyler (* 1928 in Bremgarten, Kanton Aargau; † 27. Juni 2023) war ein Schweizer Chemiker. Er war bis zu seiner Emeritierung Professor für organische Chemie am Institute of chemical sciences and engineering der École polytechnique fédérale de Lausanne. Er beschäftigte sich mit der Chemie der Betalaine, Elemisäuren und anderer Sekundärer Pflanzenstoffe.
Wyler studierte an der ETH Zürich und promovierte dort 1955. Danach wechselte er zu André Samuel Dreiding an die Universität Zürich. Dort gelang ihm 1957 die erste Trennung, Kristallisation und Strukturanalyse des Betanins, des Farbstoffs der roten Kakteenblüten. Seit 1966 arbeitete Wyler in Lausanne, ab 1967 als Dozent.

## Schriften (Auswahl)
- H. Wyler, M. M. Moll: Introduction au laboratoire de chimie organique : cours élémentaire de travaux pratiques. Lausanne (Université), Lausanne 1980, OCLC 78668259.
- H. Wyler: Die Betalaine. In: Chemie in unserer Zeit. Band 3, Nr. 5, 1969, S. 146–151, doi:10.1002/ciuz.19690030504 (uni-jena.de [PDF]).
- H. Wyler, U. Meuer: Zur Biogenese der Betacyane. In: Helvetica Chimica Acta. Band 62, Nr. 4, 1979, S. 1330–1339, doi:10.1002/hlca.19790620447.